# Jacques Donnay
Jacques Donnay (n. 7 ianuarie 1925, Lille, Franța – d. 13 martie 2024, Lille, Franța) a fost un politician francez, membru marcant al partidului Adunarea pentru Republică⁠(d) (în franceză Rassemblement pour la République - RPR).

## Biografie
Născut la Lille la 7 ianuarie 1925, Donnay a fost ales președinte al Consiliului General al Departamentului Nord în 1992. În 1998, el nu a mai solicitat realegerea în mandatul său în Cantonul Lille-Centre. A fost succedat la cârmă de către socialistul Bernard Derosier.
De asemenea, a fost membru al Parlamentului European din 1994 până în 1999. Apoi, el l-a înlocuit pe Jean-Paul Bataille în Senat după moartea acestuia în 1999, servind până în 2001.
Pasionat de tenis, Donnay a fost președinte al Ligue de Flandres timp de 25 de ani. În ianuarie 2018, comuna La Madeleine și-a numit centrul de rachete de tenis după el.
Jacques Donnay a murit pe 13 martie 2024, la vârsta de 99 de ani.